# 一去不回的海兵
《一去不回的海兵》（韓國語：／*/?，
英語：，美國譯名為Marine Battleground）為1963年韓國戰爭電影，於1963年4月11日上映，片長110分鐘，由李晚熙執導，大元電影公司出品及製作，聯邦電影公司發行，張東輝、崔戊龍、具鳳書、李大燁、金雲夏、全桂賢、姜美愛、全暎璇主演，本片得到韓國國軍全力協助拍攝，戰爭場面充滿真實感，緊張激烈，由於當時韓國的電影製片技術不足又沒有特殊的電影製片廠，韓國國防部支援電影製作，所以電影中的戰爭場面是用實彈和真的炸彈進行拍攝。
本片在韓國上映後共有22萬入場人次，導演李晚熙憑本片奠定日後在韓國影壇上的地位。
本片在2022年由韓國電影資料館以4K技術進行數碼修復，其後於2023年12月21日在韓國推出藍光光碟。

## 劇情介紹
韓戰中，江大植所帶領的韓國海軍陸戰隊員們在仁川登陸後一直向北方推進，期間在圍城攻擊中拯救了一名孤女，之後眾軍人成為了她的養父。其後部隊一直向北推進，隊員們不能不留下孤女走上戰場戰鬥，其後中國介入更令這場統一祖國的戰爭變得更瘋狂，某天，上級命令江大植和他的部隊防守一個戰壕陣地，不惜一切代價也要阻擋中國人民志願軍的進攻，江大植和他的部隊其後一次又一次地阻擋志愿军的瘋狂進攻，但最終孤立無援及彈盡糧絕下戰死多名隊員，只剩下江大植及他的兩名隊員生還，江大植派遣其中一名隊員冒死返回總部請求增援，不果，不久總部把那名隊員送回團部，順利返回孤女身邊。
最後，江大植和最後一名隊員眼見孤立無援下決定殺出重圍，把餘下的中国志愿军殲滅，最後志愿军狼狽逃走，而兩人亦活下來，影片末段只見江大植看見戰死的隊員屍橫遍野之下不禁痛哭起來，一邊和最後一名隊員撤退。
影片反映了戰爭的殘酷，並描述了士兵在戰爭中面對死亡、友情，以及人性的光輝。

## 演員陣容
| 角色名稱 | 演員   | 備註                 |
| -------- | ------ | -------------------- |
| 江大植   | 張東輝 | 海軍陸戰隊軍官，班長 |
| 崔二等兵 | 崔戊龍 | 海軍陸戰隊隊員       |
|          | 具鳳書 | 海軍陸戰隊隊員       |
| 具二等兵 | 李大燁 | 海軍陸戰隊隊員       |
| 信號手   | 金雲夏 | 海軍陸戰隊隊員       |
|          | 全桂賢 | 美軍夜總會女郎       |
|          | 姜美愛 | 美軍夜總會女郎       |
| 英姬     | 全暎璇 | 戰爭孤兒             |

## 獎項

### 獲獎
- 第3屆大鐘獎（1964年）[5]

- 「最佳導演獎」：李晚熙
- 「最佳錄音獎」：孫仁鎬
- 「最佳新人獎」：徐廷珉

- 第1屆青龍電影獎（1963年）[6]

- 「最佳導演獎」：李晚熙
- 「特別獎（團體演技獎）」：張東輝、崔戊龍、具鳳書、李大燁、金雲夏

- 第7屆釜日電影獎（1964年）

- 「最佳攝影獎」：徐廷珉

## 拍攝事故
1963年3月14日上午11時10分，電影劇組在京畿道金浦郡（現金浦市）月串面高陽里進行拍攝時發生意外，原先埋在地下的TNT爆炸，導致一名22歲臨時演員右腿被炸斷，另外三人受輕傷。

## 外部連結
- 互联网电影数据库（IMDb）上《一去不回的海兵》的资料（英文）
- 韩国电影数据库（KMDb）上《一去不回的海兵》的資料